# Fécule de pomme de terre

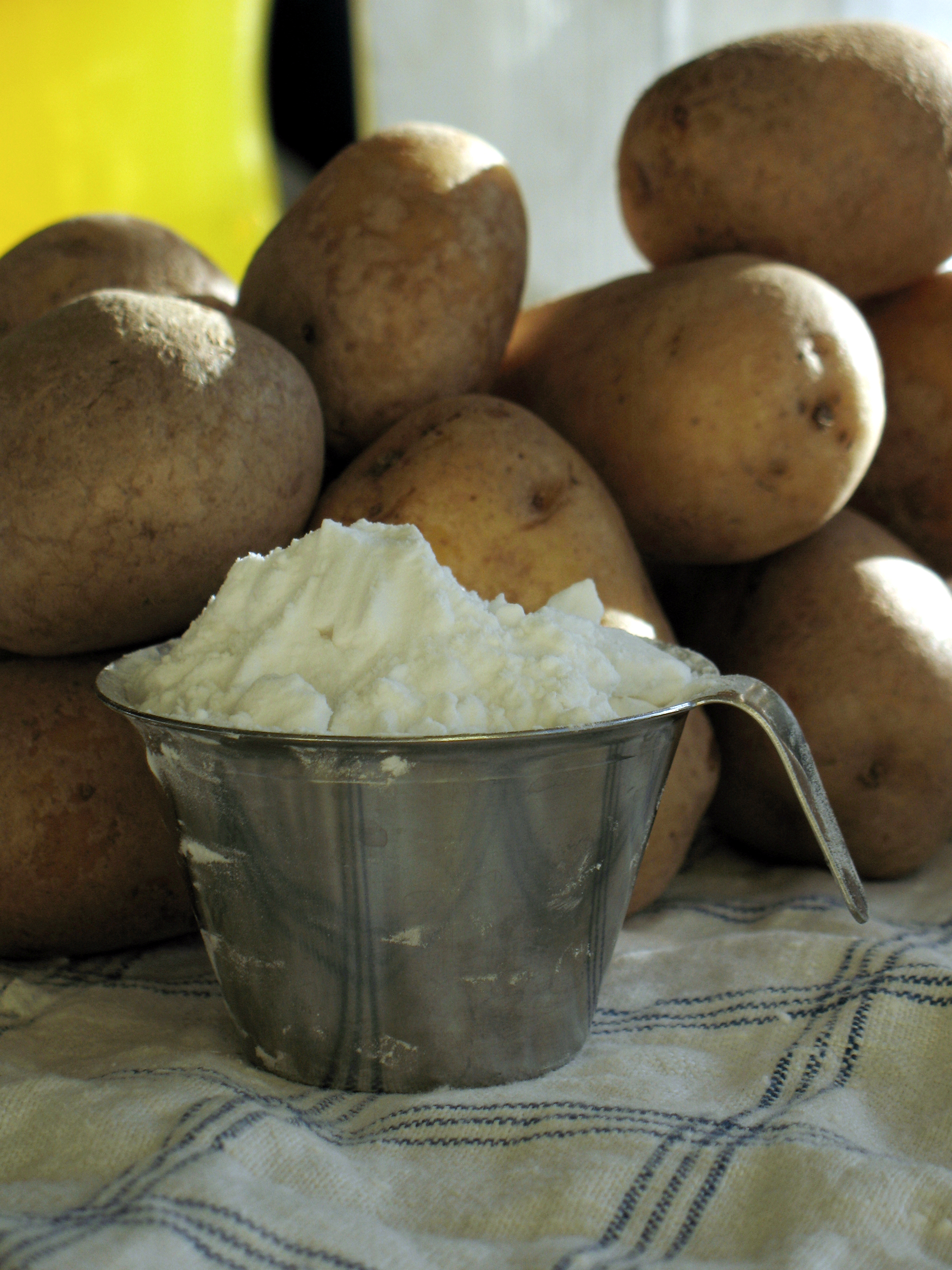
Fécule de pomme de terre

La fécule de pomme de terre est l'amidon (appelé dans ce cas « fécule ») extrait des tubercules de pomme de terre.
L'extraction de la fécule donne lieu à une importante activité industrielle, la « féculerie ». Les pommes de terre sont écrasées, ce qui libère les grains d'amidons (amyloplastes). L'amidon est ensuite lavé et desséché sous forme d'une poudre blanche.
La fécule de pomme de terre a de multiples applications dans l'industrie, en particulier pour le couchage du papier. Elle sert également dans les domaines de la cosmétique, de l'industrie pharmaceutique, ainsi que comme additif alimentaire (épaississant, texturant, etc.). D'autres sources d'amidon concurrencent la pomme de terre : l'amidon est en effet extraite industriellement également du maïs, du blé et du pois notamment.
La fécule de pomme de terre ne contient pas de gluten, et de ce fait, n'est pas panifiable. Mais elle présente un intérêt pour les préparations destinées aux régimes sans gluten.
L'hydrolyse de la fécule de pomme de terre produit du sirop de glucose, aux multiples applications alimentaires.

## Utilisation
La fécule de pomme de terre et ses dérivés ont de nombreuses applications alimentaires, par exemple pour préparer des nouilles, des pastilles de gomme, des amuse-gueule, des chips, des hot-dogs, de la crème pâtissière, ainsi que des soupes instantanées et des sauces, dans les recettes sans gluten, dans la cuisine kacher pour Pessa'h et dans la cuisine asiatique.
En pâtisserie, par exemple dans le gâteau de Savoie, la fécule est utilisée pour conserver l'humidité du gâteau et lui donner une texture moelleuse. Elle sert aussi parfois à la préparation du fromage râpé pré-emballé, pour réduire l'exsudation et la prise en masse (anti-mottant).
On l'emploie également dans des applications techniques comme la colle à papier peint, les apprêts et enduits des tissus, le couchage et l'enduction du papier et comme adhésif dans la sacherie de papier et les rubans de papier gommé. En ⁣⁣microbiologie⁣⁣, la fécule de pommes de terre sert d'ingrédient nutritif pour la confection de milieux de culture comme par exemple le milieu Löwenstein Jensen utile au diagnostic de la tuberculose.
Grâce à l'amidon qu'elle contient, la fécule de pomme de terre a des effets hydratants, antioxydants et adoucissants. Elle répare en douceur le dessèchement de la peau, y compris le cuir chevelu.
La fécule de pomme de terre a aussi été employée dans l'autochrome, qui fut l'un des premiers procédés additifs de photographie en couleurs dû à Louis Lumière, jusqu'à l'arrivée du film couleur (procédé soustractif chimique) au milieu des années 1930.